# Seznam univerz v Združenem kraljestvu
Seznam univerz v Združenem kraljestvu Velike Britanije in Severne Irske.

## Seznam

### Anglija
- Univerza v Bathu
- Univerza v Birminghamu
- Univerza v Cambridgeu
- Univerza v Chestru
- Univerza v Londonu; Univerzitetni kolidž v Londonu
- Univerza v Oxfordu
- Londonska šola za ekonomske in politične vede (LSE)
- Univerza Brunel (Brunel University London)
- Imperial College London (1907)
- King's College London
- Queen Mary University of London
- London Metropolitan University
- University of London Worldwide
- University of East London
- University of West London
- Goldsmiths, University of London
- Birkbeck, University of London
- Regent's University London
- City, University of London
- Middlesex University London
- University of Westminster
- University of Greenwich
- Northeastern University London
- SOAS University of London
- London South Bank University
- Royal Holloway
- London Business School
- Ravensbourne University London
- Royal Veterinary College
- University of Roehampton London
- Central Saint Martins
- Royal Academy of Music
- London College of Music
- British School of Fashion

- American University in London
- University of Sunderland
- Kingston University
- University Of Surrey
- University of Warwick
- Univdersity of Hull
- Loughborough University

### Škotska
- Univerza v Aberdeenu
- Univerza v Edinburghu
- Univerza v Glasgowu
- Univerza v St. Andrewsu

### Wales
- Univerza v Aberystwythu
- Cardiff University

### Severna Irska
- Queen's University Belfast
- Ulster Univerity Belfast